# Dingelstedtpfad
Der Dingelstedtpfad ist ein 114 Kilometer langer Fernwanderweg, der die ostwestfälische Stadt Bad Oeynhausen und den niedersächsischen Flecken Polle an der Weser im Landkreis Holzminden verbindet.

## Verlauf

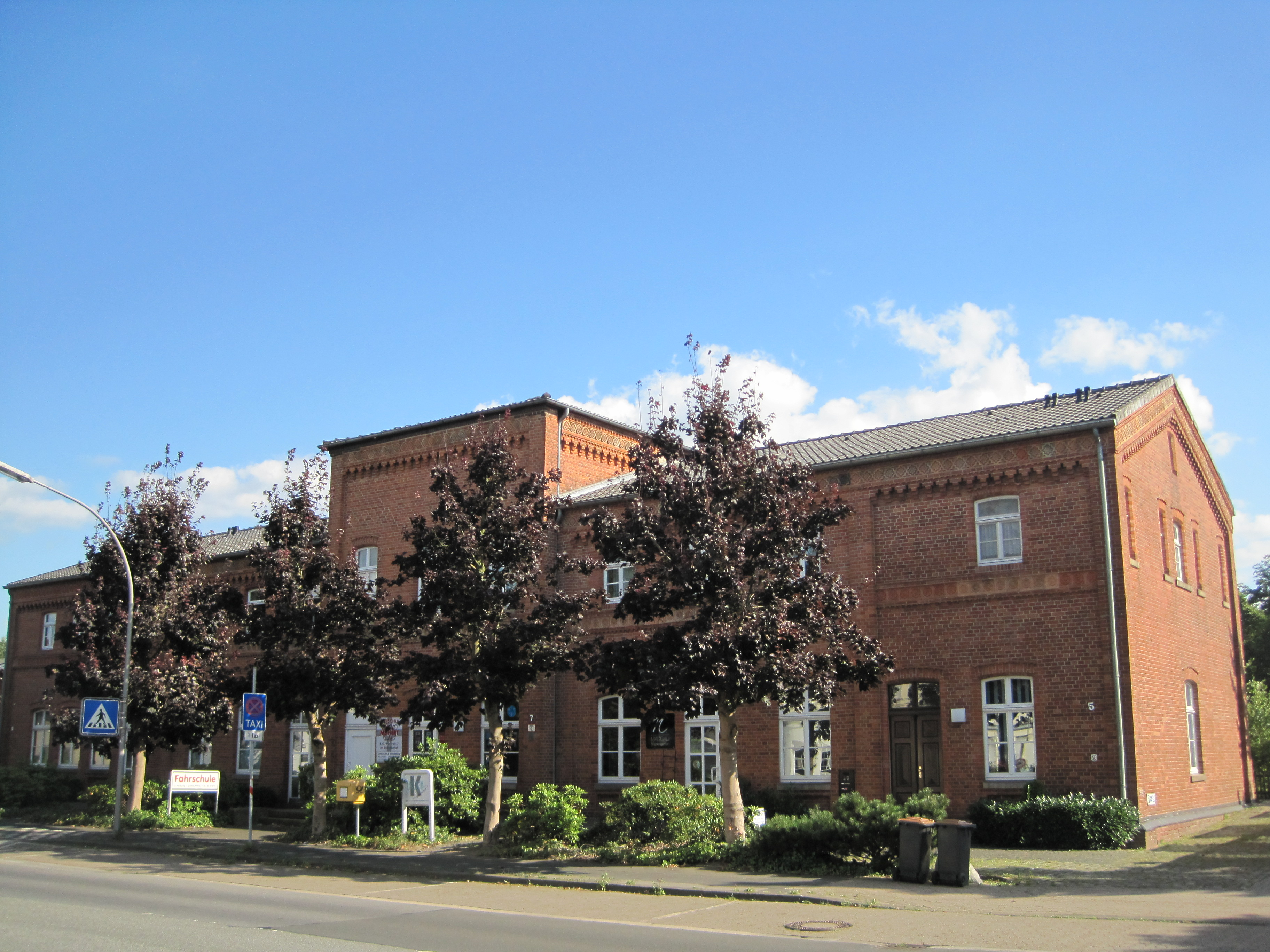
Start: Südbahnhof in Bad Oeynhausen

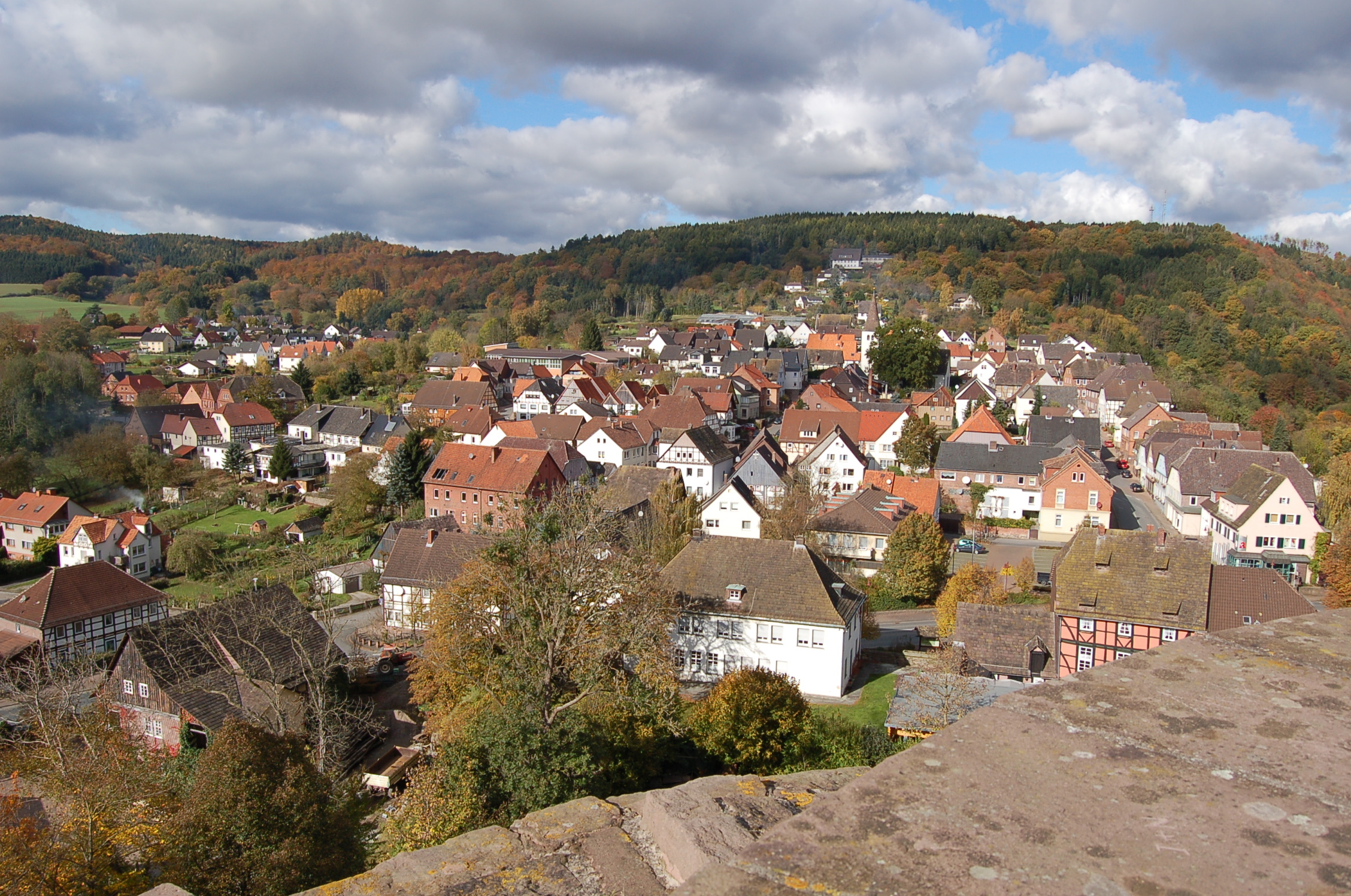
Ziel: Polle an der Weser

Am Süd-Bahnhof in Bad Oeynhausen () beginnend verläuft der Dingelstedtpfad über Oberbecksen, am Steinberg entlang nach Vlotho (), über Kalldorf, Möllenbeck, Rinteln, Exten, Goldbeck, Bösingfeld, die Hohe Asch, Alverdissen, den Saalberg, Barntrup, Blomberg (), Schieder und Schwalenberg, Rischenau sowie über den Köterberg () zum Ziel in Polle ().
Der Wanderer wird von der Südseite des Wiehengebirges im Ravensberger Hügelland durch das Lipper Bergland in das Weserbergland geführt. Unterwegs hat er rund ±2.400 Höhenmeter zu bewältigen. Den tiefsten Punkt des Dingelstedtpfad erreicht der Wanderer zwischen Möllenbeck und dem Doktorsee (50 m ü. NHN), der höchste Punkt liegt mit 496 m ü. NHN auf dem Köterberg.

### Kennzeichnung
Der Dingelstedtpfad ist mit der Wegzeichen-Markierung  X  und – soweit zweckmäßig – mit der Wegnummer „5“ (  X5  ) gekennzeichnet.
Betreut wird der Dingelstedtpfad durch die Mitglieder des Teutoburger-Wald-Vereins.

### Etappen
|           | Start          | Ziel       | Länge | Höhenmeter    | höchster Punkt               | tiefster Punkt          |
| --------- | -------------- | ---------- | ----- | ------------- | ---------------------------- | ----------------------- |
| 1. Etappe | Bad Oeynhausen | Rinteln    | 31 km | + 486 / − 494 | 210 m ü. NHN nach Möllenbeck | 50 m ü. NHN nach Vlotho |
| 2. Etappe | Rinteln        | Bösingfeld | 23 km | + 522 / − 349 | 370 m ü. NHN Klein Goldbeck  | 56 m ü. NHN Rinteln     |
| 3. Etappe | Bösingfeld     | Schieder   | 29 km | + 597 / − 670 | 371 m ü. NHN Hohe Asch       | 120 m ü. NHN Schieder   |
| 4. Etappe | Schieder       | Polle      | 31 km | + 839 / − 906 | 496 m ü. NHN Köterberg       | 90 m ü. NHN Polle       |

### Übergänge
- In Bad Oeynhausen besteht die Möglichkeit zum Übergang auf den „Talweg“ (  X8  , Werther (Westf.) → Bad Oeynhausen, 50 Kilometer)
- In Vlotho kreuzt der „Cheruskerweg“ (  X3  , Porta Westfalica → Schlangen 66 Kilometer)
- In Varenholz bestehen Übergänge zum „Burgensteig“ (  X2  , Porta Westfalica → Höxter, 115 Kilometer) und „Runenweg“ (  X7  , Porta Westfalica → Schlangen, 74 Kilometer)
- In Rinteln kreuzen der „Karl-Bachler-Weg“ (  X4  , Bad Salzuflen → Rehburg-Loccum, 77 Kilometer) und der   X10  des Sollingvereins (Rinteln → Bodenfelde, 156 Kilometer)
- In Bösingfeld kreuzen der „Dachtelfeldweg“ (  X12  , Stadthagen → Bösingfeld, 58 Kilometer) und der Hansaweg (  X9  , Herford → Hameln, 74 Kilometer)
- Barntrup: Hier kreuzt der „Burgensteig“ (  X2  , Porta Westfalica → Höxter, 115 Kilometer)
- In Blomberg kreuzt der von Detmold nach Hameln führende „Niedersachsenweg“ (  X6  , 86 Kilometer)
- In Schieder kreuzt der „Emmerweg“ (  X8  , Altenbeken → Emmerthal, 65 Kilometer)
- In Schwalenberg kreuzt noch einmal der „Burgensteig“ (  X2  )
- Am Köterberg besteht sowohl die Möglichkeit, auf den   X18   (Hameln → Bad Karlshafen) als auch auf den   X19   (Uslar → Bad Pyrmont) des Sollingvereins zu wechseln
- Am Ziel in Polle kreuzen nochmals die beiden zuvor genannten Wege,   X18   und   X19  , als auch der   X28   (Alfeld → Polle)

## Sehenswürdigkeiten (Auswahl)
- Kurpark Bad Oeynhausen
- Rintelner Altstadt, Doktorsee
- Extertalbahn
- Burg Blomberg und Altstadt mit Rathaus und Niederntor, dem letzten noch erhaltenen mittelalterlichen Stadttor in Lippe
- Burg Schwalenberg
- Köterberg, scherzhaft auch als Monte Wau-Wau bezeichnet, höchster Berg im Lipper Bergland, mit Köterberghaus und Fernmeldeturm
- Polle: Deutsche Märchenstraße mit Aschenputtels Schuh, Weserfähre, Burgruine